# Neopreptos
Neopreptos är ett släkte av fjärilar. Neopreptos ingår i familjen Eupterotidae.
Kladogram enligt Catalogue of Life:
| Neopreptos | \| \| Neopreptos clazomenia \| \| \| \| \| \| Neopreptos marathusa \| \| \| \| |
|            | \| \| Neopreptos clazomenia \| \| \| \| \| \| Neopreptos marathusa \| \| \| \| |
|            | Neopreptos clazomenia                                                          |
|            |                                                                                |
|            | Neopreptos marathusa                                                           |
|            |                                                                                |